# Chery iCar 03
Chery iCar 03 (stilisiert als iCAR 03) ist ein batterieelektrisches Kompakt-SUV, das von Chery unter der Marke iCar verkauft wird. Das Fahrzeug wurde erstmals 2023 auf der Chengdu Motor Show vorgestellt.

## Geschichte
Im April 2023 stellte Chery auf der Auto Shanghai seine neue iCar-Marke und das erste Modell vor, den iCar 03. Allerdings war dieser Wagen ein Konzeptfahrzeug. Später wurde die Serienversion des Elektro-Crossovers gezeigt. Im August 2024 wurde dann noch die sportlicher gestaltete Version iCar 03T vorgestellt. Außerhalb Chinas wird der Wagen unter der Marke Jaecoo als Jaecoo J6 vermarktet.
Da der Kofferraum des Autos sehr klein ist, ist in der Heckklappe eine zusätzliche Box eingebaut.

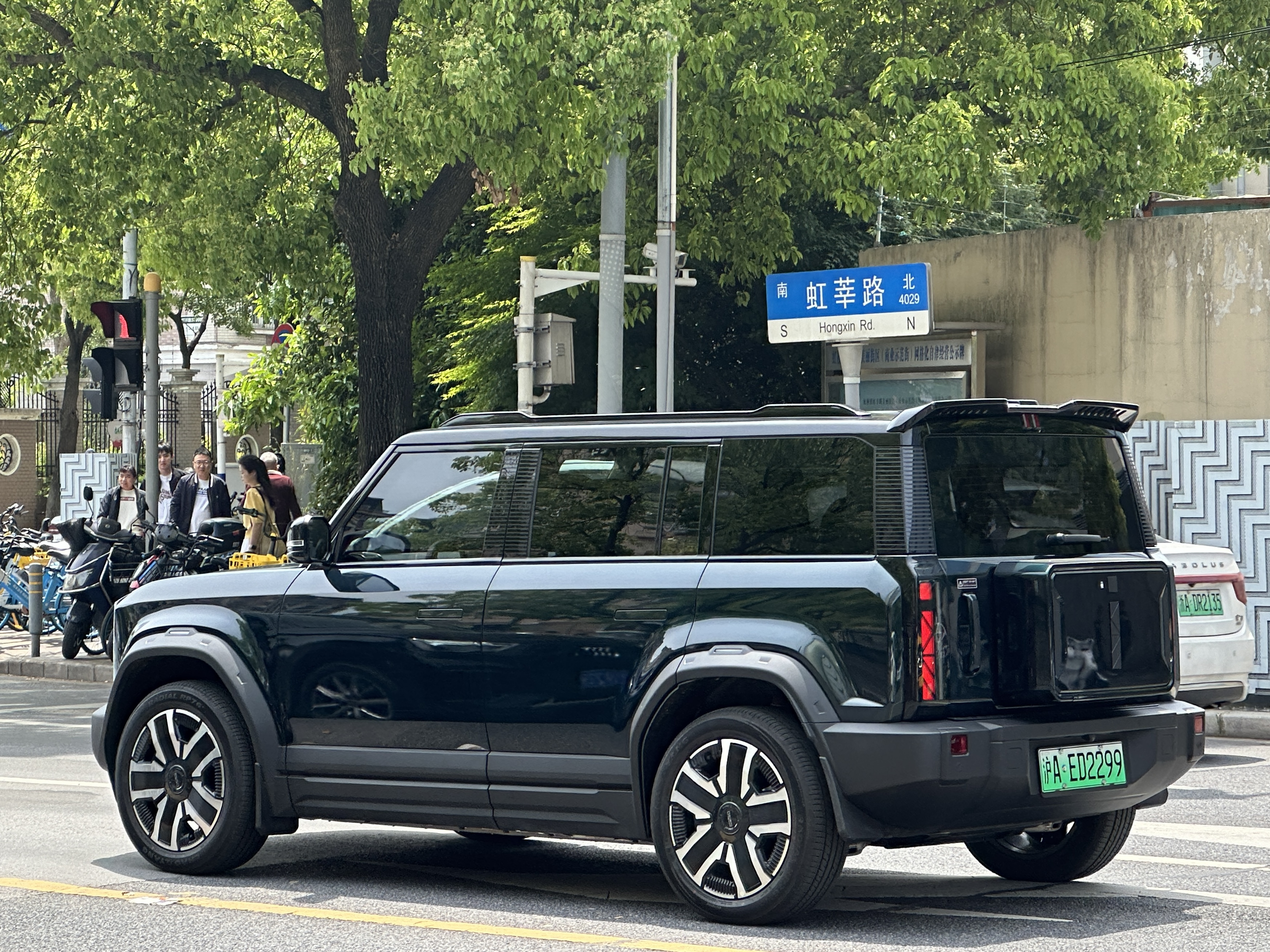
Heckansicht
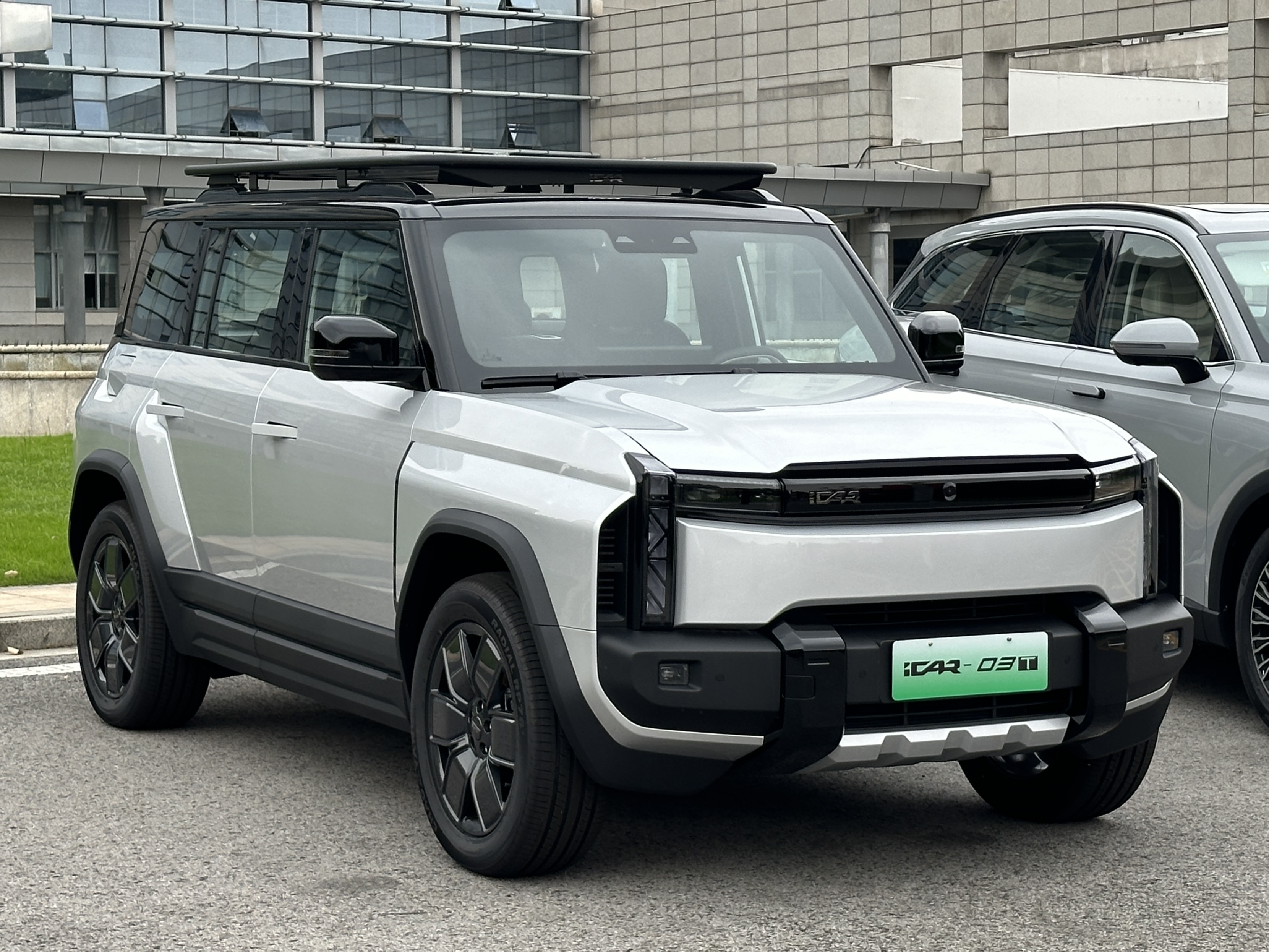
Chery iCar 03T (seit 2024)
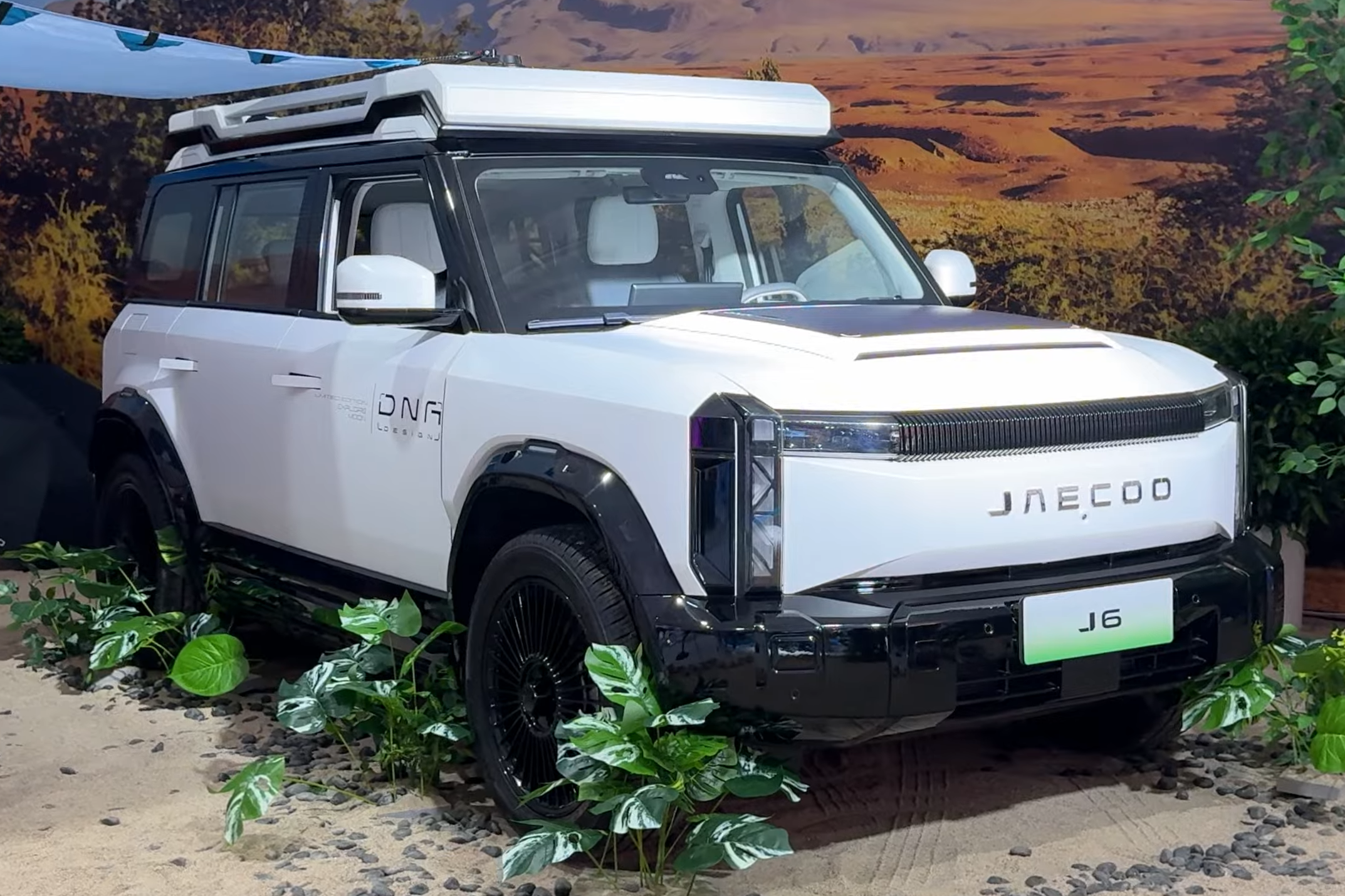
Jaecoo J6 (seit 2024)
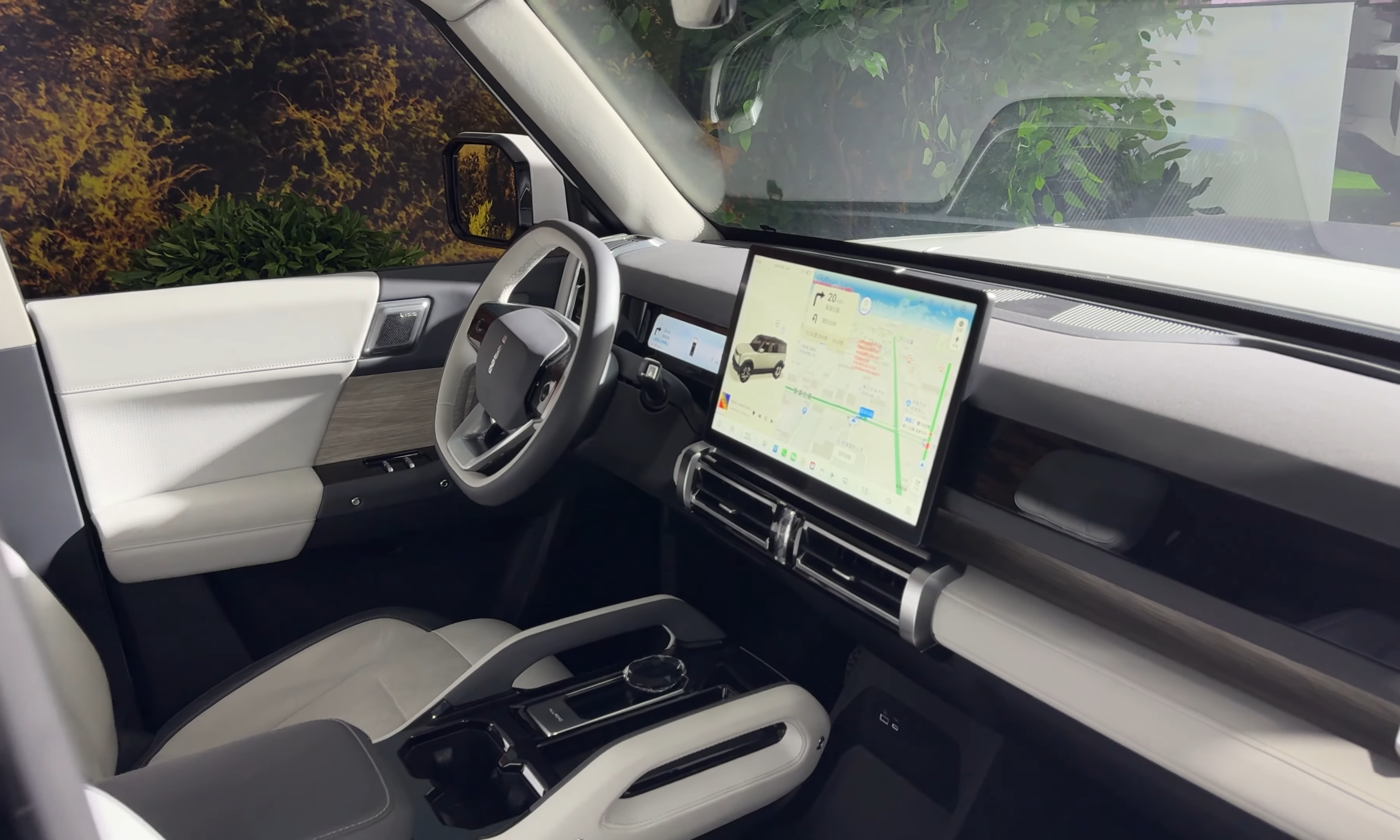
Innenansicht

## Technik
Die Karosserie des 03 besteht aus Stahl und Aluminium, gegen Aufpreis kann ein verschiebbares Panorama-Teildach eingebaut werden. Die Größe der Räder beträgt 19 Zoll.
Der 03-Antrieb besteht aus einem 136 kW (185 PS) starken Motor mit Hinterradantrieb und einer CATL-Lithiumeisenphosphat-Batterie; bei dem elektronisch gesteuerten Allradantrieb sind es 205 kW (279 PS). Die Höchstgeschwindigkeit des iCar 03 beträgt 150 km/h; die Reichweite beträgt 401 bis 501 km nach CLTC. Das Fahrzeug ist mit Solarpaneelen auf dem Dach ausgestattet, um die Reichweite zu erhöhen.

### Innenraum
Die Mittelkonsole des 03 ist mit einem Softcover abgedeckt, in der Mitte befindet sich ein großer Bildschirm. Auf der Instrumententafel gibt es keine Tasten, die gesamte Steuerung erfolgt über den Bildschirm und über die Tasten am Lenkrad. Zu öffnen ist der 03 durch Near Field Communication (NFC) per Smartphone.